# Almaleea incurvata
Almaleea incurvata är en ärtväxtart som först beskrevs av Allan Cunningham, och fick sitt nu gällande namn av Michael Douglas Crisp och Peter Henry Weston. Almaleea incurvata ingår i släktet Almaleea och familjen ärtväxter. Inga underarter finns listade i Catalogue of Life.